# Alzoniella pyrenaica
Alzoniella pyrenaica is een slakkensoort uit de familie van de Hydrobiidae. De wetenschappelijke naam van de soort is voor het eerst geldig gepubliceerd in 1983 door Boeters.